# 碣石調幽蘭第五

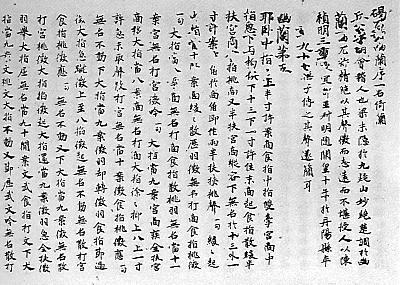
碣石調幽蘭第五の冒頭部

『碣石調幽蘭第五』（けっせきちょう ゆうらん だいご）は、現存する最古の古琴の楽譜。通常の漢字を使った「文字譜」という方式で記している唯一の例でもある。
中国で失われ、日本にのみ残る佚存書である。

## 由来
序文によれば、会稽の丘明という人物が南朝梁末に九疑山に隠棲していたが、古琴をよくし、「幽蘭」の曲はもっとも優れていた。陳の禎明3年（589年）に宜都王陳叔明に伝えた。丘明は隋の開皇10年（590年）に97歳で没した。
「碣石調」という調は他の曲には見られないが、碣石舞という4章からなる舞曲の調ではないかと推測されている。楊蔭瀏によると、碣石舞はもと曹操の作詞による「払舞」という曲であったが、歌詞が「東臨碣石、以観滄海」からはじまるために、南北朝時代に「碣石」と呼ばれるようになった。また「払舞」の音楽はそれ自体漢代の民謡である「歩出夏門行」をもとにしており、したがって『碣石調幽蘭』の基本的な旋律は漢代の民謡に由来するだろうという。
また「幽蘭」（序の題の下に「一名倚蘭」と記す）は琴曲の一種で、『楽府詩集』巻58に「猗蘭操、一曰幽蘭操」として見える。蔡邕『琴操』には、孔子が諸国を放浪して用いられず、魯に帰るときに、ひっそりした谷に蘭が咲いているのを見て、自らが用いられないことを蘭に託して猗蘭操を作ったという伝説を載せる。

## 文字譜
『碣石調幽蘭』の楽譜は後世の琴譜と異なり、通常の漢字で記されており、非常に冗長である。これを文字譜と呼ぶ。タブラチュアの一種で、音高を記すのではなく、どの指でどこを押さえてどのように弾くかを言葉で説明している。
唐代以降は減字譜が発明され、文字譜は使われなくなった。『碣石調幽蘭』は現存する唯一の文字譜の例である。
『碣石調幽蘭』の解釈は荻生徂徠が行い、現在の復元演奏に際しても参考にされる。

## テキスト
『碣石調幽蘭』は日本の神光院旧蔵（現在は東京国立博物館蔵）の写本が唯一の楽譜であり、日本の国宝である。
清末の『古逸叢書』によって中国でも知られるようになった。

## 関連文献
- 山寺美紀子『国宝『碣石調幽蘭第五』の研究』北海道大学出版会、2012年。ISBN 9784832967625。